# Alexandr Guha
Alexandr Guha (*1984) je český dramaturg, dramatik a kulturolog, od roku 2013 programový ředitel televize Óčko.

## Životopis
Alexandr Guha od roku 2003 studoval kulturologii na Filozofické fakultě Univerzity Karlovy. Během studia vedl kulturní rubriku fakultního časopisu FFakt a příspíval do univerzitního časopisu Fórum a spolupořádal festival Okultění. Studium zakončil v roce 2009 diplomovou prací na téma Kulturní dimenze alkoholu. Tuto práci pak přepracoval i do knihy Pravé české míchačky, vydané v roce 2010 organizací UK Media, kde popisuje recepty na alkoholické koktejly a následně kulturní aspekty alkoholu i existenciální rozměr kocoviny.
Od roku 2004 pracuje v hudební televizní stanici Óčko, kde se stal v roce 2013 jejím programovým ředitelem. Je členem Akademie populární hudby (ceny Anděl), poroty Objev roku ankety Český slavík a spolku Popmuseum.
Od roku 2008 spolupracuje s festivalem Mighty Sounds jako stagemanager a dramaturg divadelně-hudební stage.
Účinkuje v divadelním souboru Ztracená existence, pro který napsal a zrežíroval několik her včetně Dentální rapsódie, která získala v roce 2006 nominaci na inscenaci roku v Divadelních novinách. Je členem satirického hudebního tělesa - mužského sboru Vagyny Dy Praga.